# Alberbury Castle

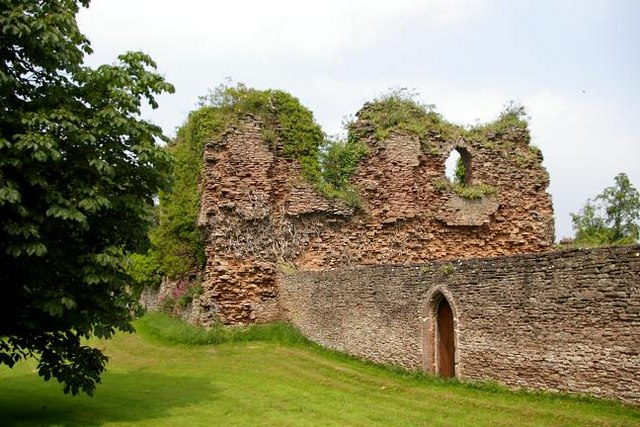
Alberbury Castle

Alberbury Castle ist eine Burgruine im Dorf Alberbury, etwa 15 km nordwestlich von Shrewsbury in der englischen Grafschaft Shropshire, direkt an der Grenze zu Wales. English Heritage hat sie als historisches Gebäude II. Grades gelistet.
Die Ursprünge der Burg sind nicht gesichert, aber man datiert sie auf das 13. Jahrhundert. Fulk FitzWarin ließ sie erbauen. Heute ist nur noch die Ruine des Turms erhalten.
Zurzeit ist die Burgruine nicht öffentlich zugänglich, da sie auf Privatgrund liegt.